# Agrameri
Agrameri su bivši zagrebački tamburaški sastav. Ime su stekli hitovima "Ako ima Boga", "Ružo crvena", "Bože vrati je", "Njoj, samo njoj", "Oka tvoja dva" (obrada hita Grupe Valentino).

## Povijest
Umjesto Dabe u izvornu postavu dolazi Dubravko Šimek ?. godine. Ta postava traje otprilike do Domovinskog rata. 90-tih je Šimek okupio novu postavu u sastavu: Zdravko Miladin, Zoran Gojmerac, Goran Kršikapa, Miroslav Bezjak. 1992. iz benda izlazi Gojmerac, a ulazi Tomislav Pantar. 1993. umjesto Gorana Kršikape dolazi Hrvoje Hampovčan. Iste godine bendu se pridružuje Miroslav Dragičević. 1998. godine bend se ukida da bi se iste godine vratio bez Dubravka Šimeka s albumom "Kao nekad...". Umjesto Šimeka na albumu se pojavljuje Damir Berglez.

## Članovi
- Dubravko Šimek
- Zdravko Miladin
- Zoran Gojmerac
- Goran Kršikapa
- Miroslav Bezjak
- Tomislav Pantar
- Hrvoje Hampovčan
- Miroslav Dragičević
- Damir Berglez
- Zaim Šehović

Izvorna postava
- Miro Kozina
- Oklahoma
- Dalen Akšamović
- Zaim Šehović
- Denis Kumanović
- Daba

## Diskografija

### Studijski albumi
- Nek' Hrvatska Vječno Traje (1991., Croatia Records)
- Agrameri (1997., Croatia Records)
- Godine (1999., Croatia Records)
- Kao nekad... (2000., Dallas Records)

### Kompilacije
- Hitovi

## Ostalo

### Značenje imena
Agram je njemačko ime za grad Zagreb. Stoga su Agrameri stanovnici Zagreba ili, u prenesenom značenju oni koji u ponašanju iskazuju tipične zagrebačke odlike.